# En la puta vida
En la puta vida é um filme de comédia romântica e dramática argentino-belgo-cubano-hispano-uruguaio de 2001 dirigido e coescrito por Beatriz Flores Silva, baseado no romance El huevo de la serpiente, da jornalista e escritora uruguaia María Urruzola. 
Foi selecionado como representante do Uruguai à edição do Oscar 2002, organizada pela Academia de Artes e Ciências Cinematográficas.

## Elenco
- Mariana Santangelo
- Silvestre
- Josep Linuesa